# George Cheyne
George Cheyne (1671 – 1743) è stato un medico e saggista scozzese, che divenne celebre in Inghilterra, specialmente fra le città di Londra e Bath, per la sua cura dei disturbi nervosi attraverso l'alimentazione vegetariana, unita alla raccomandazione di evitare le bevande alcoliche.
Lo stesso Cheyne si curò con questa dieta da una grave forma di obesità che lo aveva portato al peso di duecento chili. Per la sua figura corpulenta, fu satireggiato nell'Opera del mendicante del drammaturgo John Gay. Tra i suoi pazienti annoverò il poeta Alexander Pope e lo scrittore Samuel Richardson, oltre al teologo John Wesley.
Cheyne dedicò numerosi trattati alle sue tesi. Riprese la tradizione di Luigi Cornaro, conferendole un taglio più scientifico ma anche più sentimentale. Nel suo libro di maggior successo, l'Essay of Health and Long Life (1724), ricorse ad argomentazioni filosofico-religiose, affermando che l'alimentazione sobria e moderata costituisce, oltre che una necessità fisica, un imperativo morale verso Dio e la natura, dato che ignorare le regole della buona salute equivale a un tentativo di suicidio. Fece inoltre appello, nelle opere più tarde, alla compassione verso gli animali.
Grazie a lui, si diffuse in Inghilterra un vegetarianismo argomentato in maniera eclettica (Cheyne sosteneva infatti, oltre ad argomentazioni salutistiche e filosofiche, anche idee mistiche che lo avevano portato a credere nella reincarnazione e a simpatizzare con la teosofia), e il suo pensiero divenne oggetto di un ampio dibattito, veicolato attraverso i giornali, il teatro e la letteratura.